# Hermann Stehr

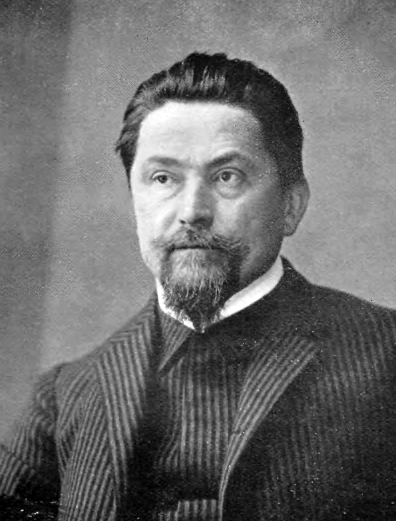
Hermann Stehr (1911)

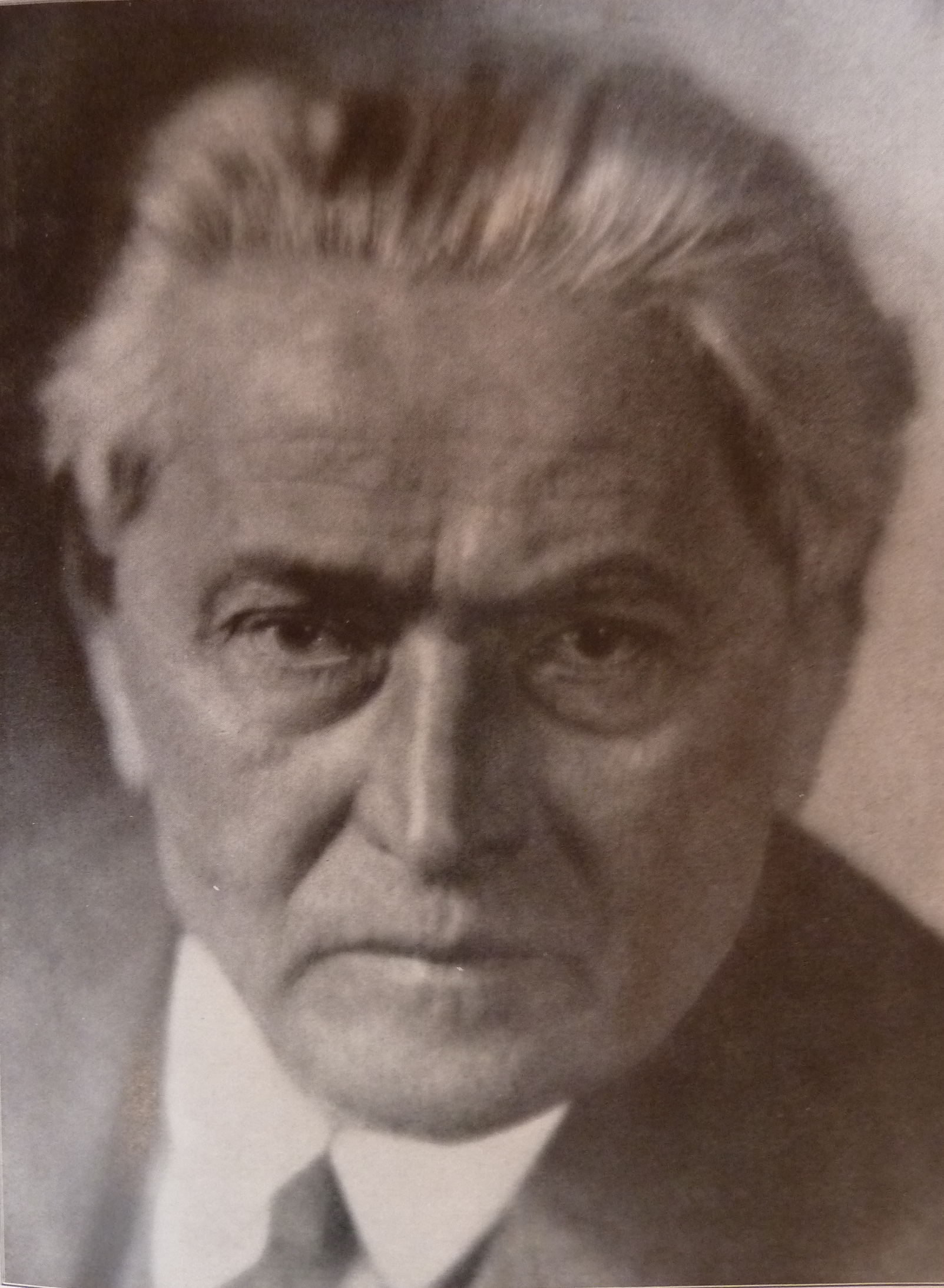
Hermann Stehr (um 1930) Foto: Herbert Heimann, Görlitz

Hermann Stehr (* 16. Februar 1864 in Habelschwerdt; † 11. September 1940 in Oberschreiberhau) war ein deutscher Schriftsteller aus der Grafschaft Glatz.

## Leben
Hermann Stehr wurde als Sohn eines armen Sattlers geboren und arbeitete ab 1887 als Volksschullehrer. Infolge kirchenkritischer Veröffentlichungen wurde er mehrfach in die entlegensten Dörfer der Grafschaft Glatz strafversetzt, zuletzt ins Waldenburger Bergland nach Dittersbach bei Waldenburg. Ab 1915 war er freier Schriftsteller mit Wohnsitz in Warmbrunn (Mandelhaus). Das Erscheinen seines Bestsellers „Der Heiligenhof“ 1918 befreite ihn aus seinen finanziellen Nöten, und er stieg zu einem gefeierten Dichter auf.
In der Gründungsphase der Weimarer Republik trat Stehr als Wahlredner der Deutschen Demokratischen Partei für seinen Freund Walther Rathenau auf.

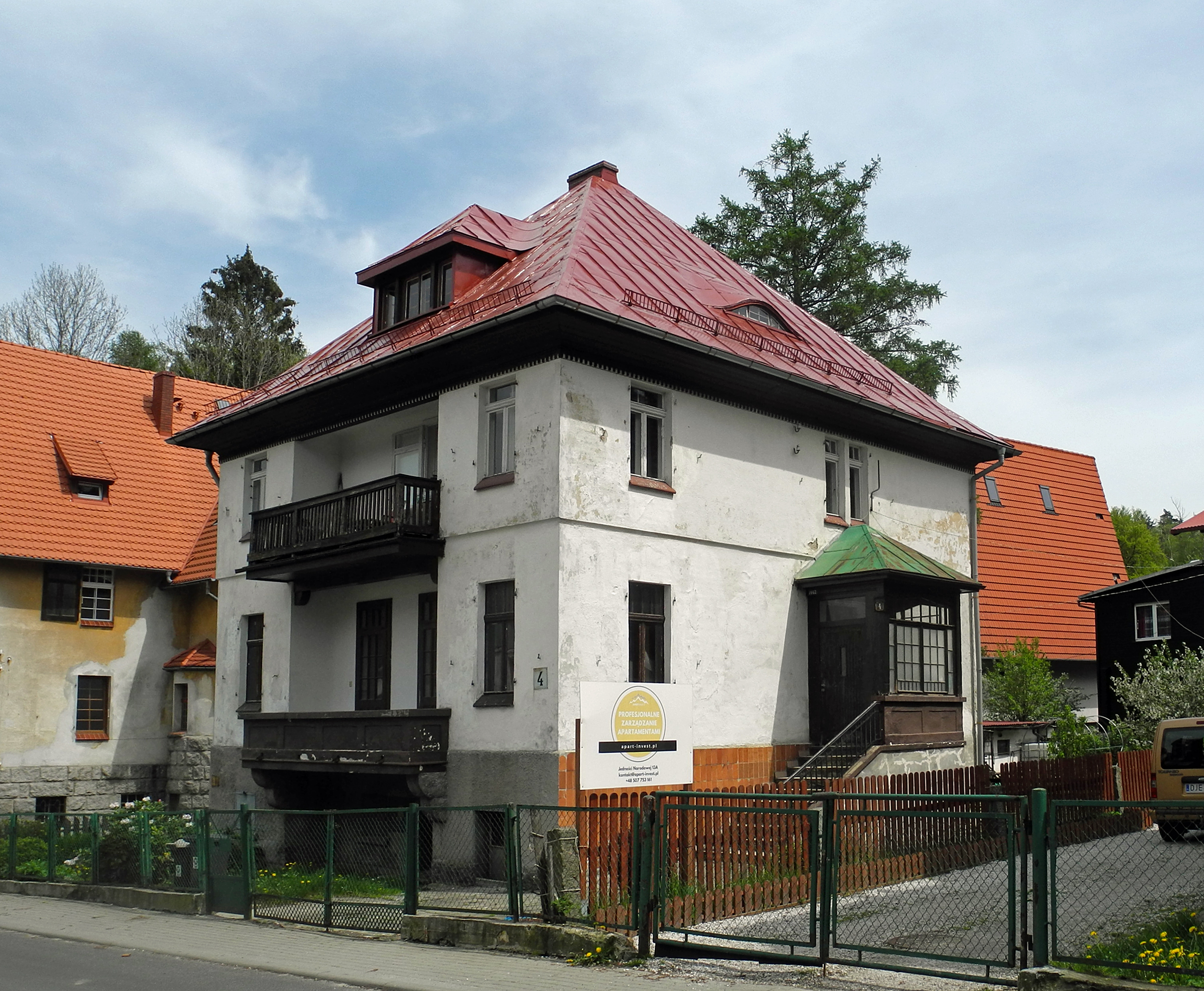
Wohnhaus von Hermann Stehr in Schreiberhau

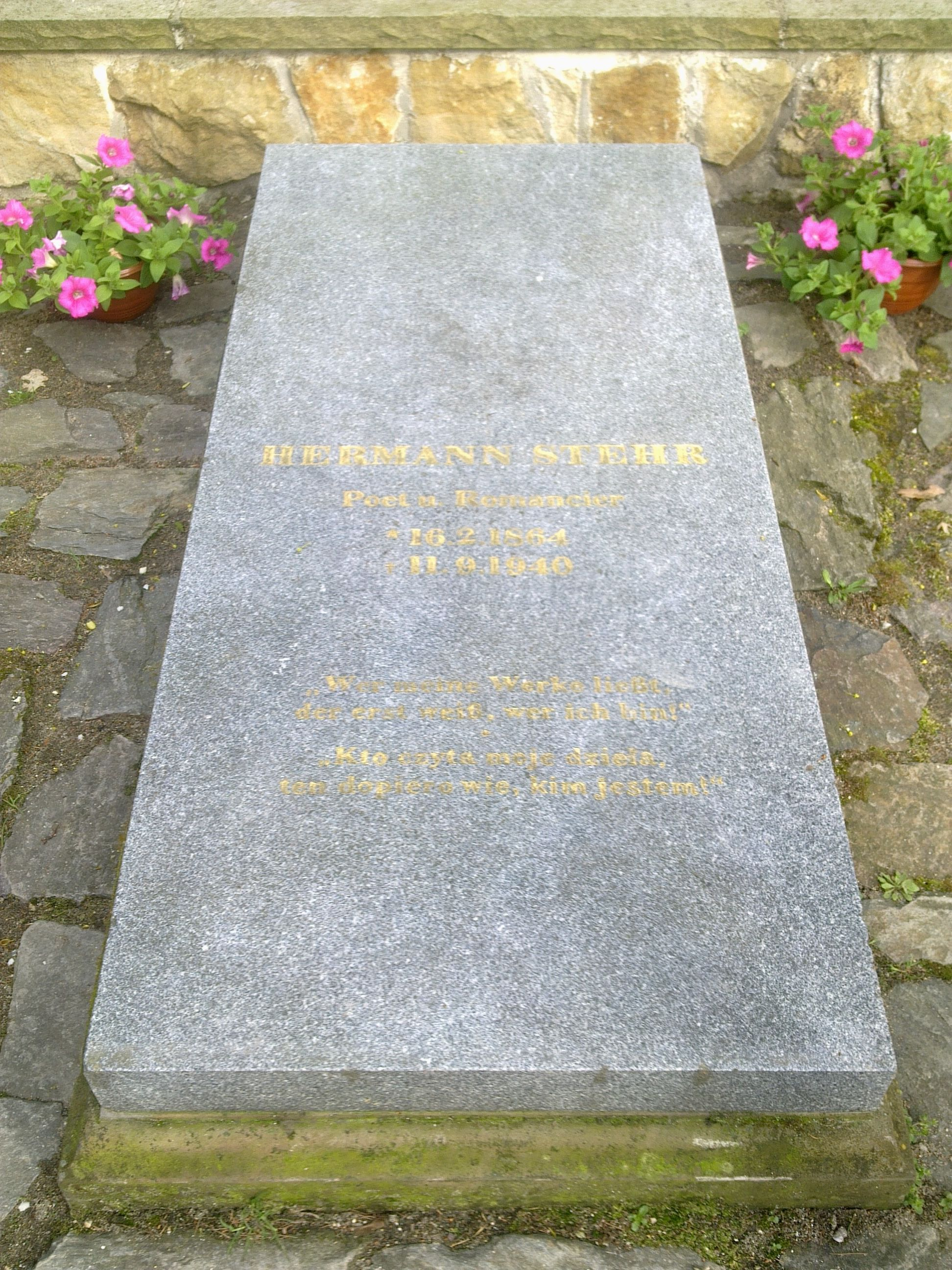
Saniertes Grab Hermann Stehrs auf dem Floriansberg in Habelschwerdt (2010)

Stehr siedelte sich 1926 mit finanzieller Unterstützung seines Mäzens, des Textilunternehmers Max Pinkus, in dem idyllischen Schreiberhau (Faberhaus) an. Er war 1926 Gründungsmitglied der Preußischen Dichterakademie, einer Unterabteilung der Preußischen Akademie der Künste. Anschließend näherte er sich der Blut-und-Boden-Ideologie an. Entsprechend hieß es 1940 in Nachrufen, seine Werke seien „Führer zu deutscher Gesinnung“, und er sei ein „Dichter, dessen Werk im Volke wurzelt“.
Er starb am 11. September 1940 zurückgezogen in Oberschreiberhau im Alter von 76 Jahren an einem Schlaganfall. Er wurde am 15. September auf dem Habelschwerdter Florianberg bestattet, wobei das Grab „für alle Zukunft“ durch die Stadt erhalten werden sollte. Sein zwischenzeitlich nicht lokalisierbares Grab wurde 2007 auf dem Florianberg an der alten Stelle wiedergefunden. Es war unberührt, lediglich die Aufbauten waren abgetragen und verschwunden. In mühevoller, im Jahr 2009 abgeschlossener Arbeit stellten ehemalige und heutige Bewohner das Grab wieder her.
In Wangen im Allgäu gab es ein Hermann-Stehr-Archiv, das mit über 1000 ungedruckten Gedichten sowie den Vorarbeiten zu zwölf ungedruckten Romanen aufwarten konnte (heute Deutsches Literaturarchiv Marbach).
Der Teilnachlass von Hermann Stehr befindet sich in der Handschriftenabteilung der Stadt- und Landesbibliothek Dortmund.

## Hermann Stehr und der Nationalsozialismus
Nach der Machtergreifung der Nationalsozialisten gehörte er weiterhin der politisch gesäuberten Akademie der Dichtung an. Nach dem Tod des Reichspräsidenten Paul von Hindenburg gehörte Stehr im August 1934 zu den Unterzeichnern des Aufrufs der Kulturschaffenden zur Volksbefragung über die Zusammenlegung des Amts des Reichspräsidenten und Reichskanzlers in der Person Hitlers. Ebenso schrieb er eine Rechtfertigung zur Legalisierung der Morde anlässlich des Röhm-Putsches in der Deutschen Allgemeinen Zeitung. Der nationalsozialistische Kulturbetrieb feierte Stehr als „Künder der deutschen Seele“ und pries ihn wegen seiner „völkischen Erdverbundenheit“. Im Jahr 1935 wurde Stehr in den Reichskultursenat aufgenommen, wozu ihm Goebbels persönlich gratulierte.
Als Stehr hingegen auf der Feier seines 70. Geburtstags vom SA-Obergruppenführer und Breslauer Polizeipräsidenten Edmund Heines angepöbelt worden war, wandte er sich per Brief persönlich an Adolf Hitler und bat um Heines’ unverzügliche Absetzung; anlässlich seines 75. Geburtstages hielt Stehr sodann eine Rede, in der er sich wie folgt geäußert haben soll: „Wenn das neue Deutschland sich im Braunhemd, dem Marschtritt, der Gleichschaltung ausdrückt, nicht die inneren Werte der Menschen weckt, die Worte der Dichter, den Geist alter deutscher Geschichte nicht achtet, bin ich nicht mit euch. Doch ich hoffe von ganzem Herzen, daß für Deutschland eine neue Zukunft anbricht.“

## Zitate
Über Adolf Hitler (1938):
- Uns sollen die Zähne ausfallen und die Zunge im Munde verdorren, wenn wir am 10. April nicht dem Führer und seinen Taten ein begeistertes Ja zurufen.[5]

Über den Schlesier:
- Der Schlesier legt sich schlafen wie ein Vlame, springt wie ein draufgängerischer Franke in den Tag, arbeitet wie ein Pole und verliert sich, von einem sentimentalen Böhmen oder Wenden an der Linken, von einem verträumten Thüringer an der Rechten geführt, durch den Abend in die Nacht. Der Charakter der Schlesier ist wie eine Volksversammlung, die erregt debattiert, aber keine Resolution faßt... .[7]

## Ehrungen und deren Rücknahme
- 1929 Walther-Rathenau-Preis (als erster Träger)[8]
- 1932 Goethe-Medaille für Kunst und Wissenschaft
- 1933 Goethepreis der Stadt Frankfurt.[9][5]
- 1934 Adlerschild des Deutschen Reiches (Verleihung noch durch Reichspräsident Hindenburg)[10]
- 1934 Ehrendoktor der Universität Breslau.[5]
- 1937, zum 73. Geburtstag, benannte Habelschwerdt (heute Bystrzyca Kłodzka) den Stadtbergturm nach dem Torwächter Willmann aus Stehrs Roman Drei Nächte in Willmannsturm.
- Benennung einer Straße in Waldenburg-Dittersbach (heute Dzietrzychów), in der er über zehn Jahre als Lehrer tätig war, Zeitpunkt unbekannt, vor 1940
- Mehrere Straßen oder Wege wie in Bergheim-Zieverich, Bergkamen, Bremen, Köln, Lüdinghausen, Münster, Neumarkt in der Oberpfalz, Nordwalde, Nürnberg-Fischbach, Ratingen, Salzgitter, Ulm oder Wolfenbüttel tragen seinen Namen.
- In der Stadt Steinfurt wurde die Stehrstraße 2012 in Ringelnatzstraße umbenannt.[11]

## Werke
- Auf Leben und Tod. Zwei Erzählungen. Berlin, S. Fischer, 1898
- Der Schindelmacher. Novelle. Berlin, Fischer, 1899 (online – Internet Archive)
- Leonore Griebel. Roman. Berlin, Fischer, 1900 (Aufl. anno 1921 online – Internet Archive)
- Das letzte Kind. Novelle. Berlin, Fischer 1903
- Meta Konegen. Drama in fünf Akten. Berlin, Fischer, 1904
- Der begrabene Gott. Roman. Berlin, Fischer, 1905 (3. Aufl. online – Internet Archive)
- Drei Nächte. Roman. Berlin, Fischer, 1909
- Geschichten aus dem Mandelhause. Berlin, Fischer, 1913
- Das Abendrot. Novellen. Berlin, Fischer, 1916
- Der Heiligenhof. 2 Bände. Berlin, Fischer, 1918
- Lebensbuch. Gedichte aus zwei Jahrzehnten. Berlin, Fischer, 1920
- Die Krähen. Novellen. Berlin, Fischer 1921
- Wendelin Heinelt. Ein Märchen. Trier, Friedrich Lintz Verlag 1923
- Erinnerung an Walter Rathenau. Gedicht. 1923. (Digitalisat)
- Der Schatten. Novelle. Chemnitz, Gesellschaft der Bücherfreunde 1924
- Peter Brindeisener. Roman. Trier, Friedr. Lintz Verlag, 1924
- Hanns Fechner: Menschen, die ich malte. Mit 17 Abbildungen nach eigenen Werken. Vorwort von Hermann Stehr. (Über Wilhelm Raabe, Anton von Werner, Theodor Fontane, Gerhart Hauptmann, Wilhelm Bölsche u.a). Berlin, Rembrandt-Verlag 1927
- Der Geigenmacher. Eine Geschichte. Berlin, Horen-Verlag 1926
- Der Graveur. Eine Erzählung. Berlin, Deutsche Buch-Gemeinschaft 1927
- Nathanael Maechler. Roman. Berlin-Grunewald, Horen-Verlag 1929
- Das Haus zu den Wasserjungfern. Paul List Verlag, Leipzig 1929
- Das Märchen vom deutschen Herzen. Drei Geschichten. Paul List Verlag, Leipzig 1929
- Mythen und Mähren. Paul List Verlag, Leipzig 1929 (auch Band 3 der Gesammelten Werke in 9 Bänden Lintz, Trier 1924)
- Meister Cajetan. Berlin, Horen-Verlag 1931
- Über äußeres und inneres Leben. Horen-Verlag, Leipzig und Berlin 1931
- An der Tür des Jenseits. Zwei Novellen. Albert Langen/Georg Müller, München 1932
- Die Nachkommen. Paul List Verlag, Leipzig 1933 (2. Band der Roman-Trilogie „Das Geschlecht der Maechler, Roman einer deutschen Familie“)
- Gudnatz[12]. Insel-Bücherei 67/2, Insel-Verlag, Leipzig 1934
- Das Stundenglas. Reden/Schriften/Tagebücher. Paul List Verlag, Leipzig 1936
- Der Mittelgarten. Ausgewählte frühe und neue Gedichte. Paul List Verlag, Leipzig 1936
- Schlesien. Bielefeld, Velhagen & Klasing 1937 (Einleitung zu einem Bildband)
- Der Himmelsschlüssel. Eine Geschichte zwischen Himmel und Erde. Paul List Verlag, Leipzig 1939
- Von Mensch und Gott. Worte des Dichters. Ausgewählt von Emil Freitag, Paul List, Leipzig 1939
- Droben Gnade drunten Recht Das Geschlecht der Maechler. Roman einer Deutschen Familie. Leipzig, List 1944 (Neufassung)
- Damian oder Das große Schermesser List, Leipzig (1944) „Das Geschlecht der Maechler Band 3“.
- Cajetan Novelle. Paul List Verlag, Leipzig 1944, Sonderauflage, Frontbuchhandelsausgabe für die Wehrmacht. Im Auftrag des OKW hergestellt von der Wehrmachtspropagandagruppe beim Wehrmachtsbefehlshaber Norwegen. Gedruckt in Oslo.(zuerst 1931)
- Hermann Stehr. Walter Rathenau. Zwiegespräche über den Zeiten. Geschichte einer Freundschaft in Briefen und Dokumenten. Hrsg. von Ursula Meridies-Stehr. Paul List, Leipzig und München 1946
- Das Mandelhaus. List, München 1953
- Hermann Stehr Schlesier, Deutscher, Europäer. Ein Gedenkbuch zum 100. Geburtstag des Dichters. Holzner Verlag, Würzburg, 1964